# Agon-Coutainville
Agon-Coutainville – miejscowość i gmina we Francji, w regionie Normandia, w departamencie Manche.
Według danych na rok 1990 gminę zamieszkiwało 2510 osób, a gęstość zaludnienia wynosiła 203 osoby/km² (wśród 1815 gmin Dolnej Normandii Agon-Coutainville plasuje się na 75. miejscu pod względem liczby ludności, natomiast pod względem powierzchni na miejscu 366.).